# 横山直広
横山 直広（よこやま なおひろ、1979年5月18日 - ）は、日本の実業家。株式会社 Catch the Web創業者。Catch the Web Asia Sdn. Bhd.CEO。元千葉大学非常勤講師。インターネットを駆使したマーケティングを専門分野とし、多くのウェブサイトの企画・運営を行う。2007年12月販売開始の「犬のしつけ」は、「お金儲け」「コンプレックス解消」商品しか売れないと言われたインターネットマーケティング業界の常識を覆し、異例のヒット商品となった。

## 人物
1979年5月18日、静岡県掛川市生まれ。実家は建材店。2005年、千葉大学大学院（自然科学研究科知能情報工学専攻）卒業後、ITコンサルティング会社ビジネスエンジニアリング（ビジネスエンジニアリング）に入社。副業で始めたインターネットビジネスの収入が給料の3倍になり独立。株式会社Catch the Webを設立、インターネットビジネスに注力。3日でビジネスDVD1億5千万売上のプロモーション、犬のしつけのDVD販売、年間1億5千万売上、アフィリエイトのオンライン講座の会員1,000名以上を達成するなどの実績がある。TSUTAYAビジネスカレッジ、インターネット・ビジネス活用サミットにて対談実績がある。

### Catch the Web
横山は、顧客のコンサルティングにとどまらず、自身の運営する株式会社Catch the Webで、インターネット上で総売り上げ85億円、Facebookページファン10万人、メールマガジン登録者数5万人、会員数2500人、商品購入者数5万人以上などの実績を上げている。これら実践的な自社マーケティングの結果や経験に基づきクライアントにサービスを提供するというビジネスモデルを確立した。また、現在ではホームページを作っただけでは集客は期待できず、ビジネスモデルごとにWebマーケティングが必要だとに認識のもと活動する。
Catch the Webの社名の語源は「Catch the Wave」で、サーフィンに行くという意味である。創設者・現代表共にサーフィンが趣味で、会社も藤沢市湘南台にある。

## 書籍
- 『素人でも成功できる電子(ネット)出版―カネなし、コネなし、経験なしの』（2008年10月1日）ISBN 9784781600369 ISBN 4781600360